# Szalonna (település)
Szalonna község Borsod-Abaúj-Zemplén vármegyében, az Edelényi járásban.

## Fekvése
Miskolctól 50 kilométerre, Szendrőtől 7 km-re, míg Edelénytől 21 km-re északra a Rakaca-patak széles völgyében, a Szalonnai-hegység déli széle alatt (a Szár-hegy déli nyúlványánál), a Rakaca-víztározó és a Bódva közelében terül el.
A közvetlenül szomszédos települések: északkelet felől Martonyi, kelet felől Meszes, dél felől Szendrő, nyugat felől pedig Perkupa.
Különálló településrészei Üdülőtelep és Karolamajor, mindkettő a Rakaca-víztározó közelében, annak északi partja mentén alakult ki.

### Megközelítése

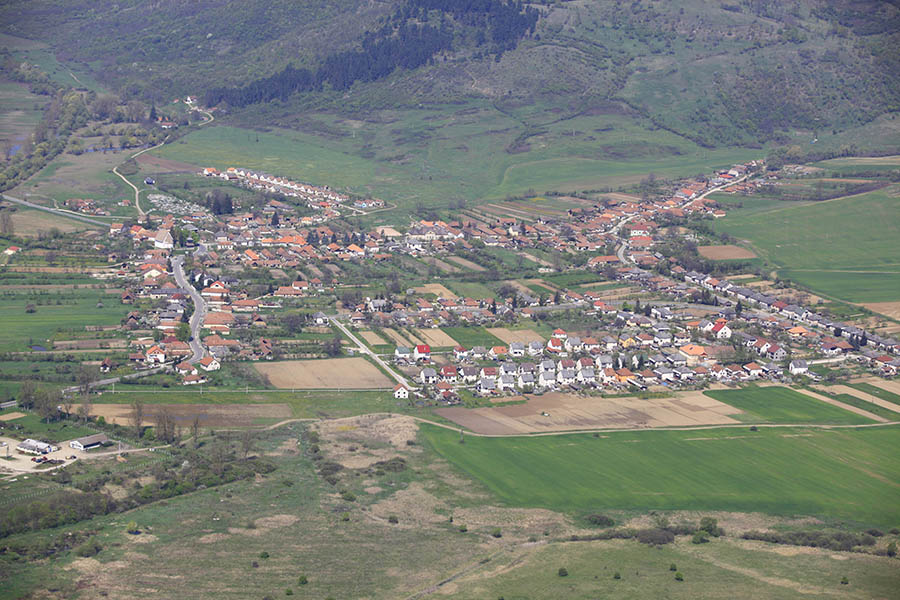
Szalonna község madártávlatból

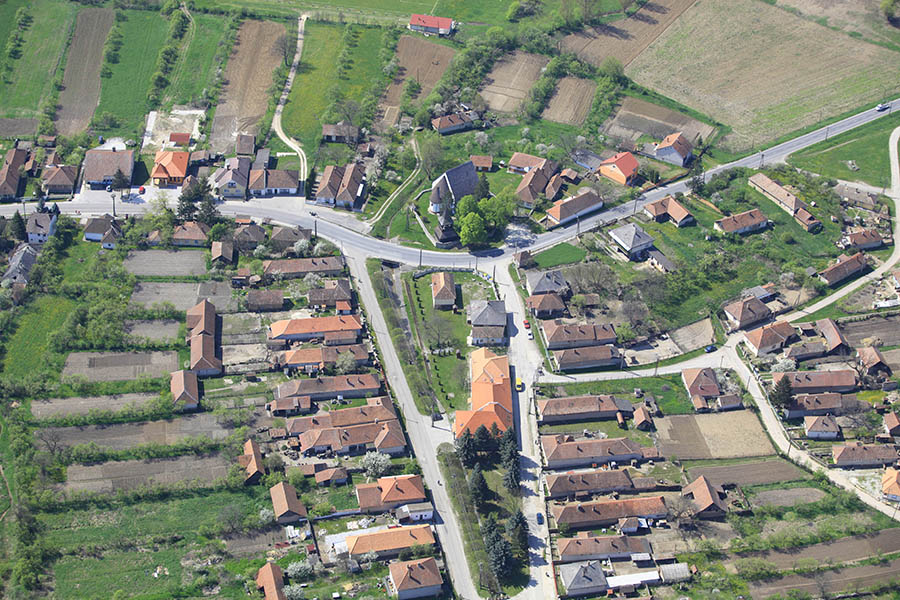
Légi fotó a településről (Szalonna)

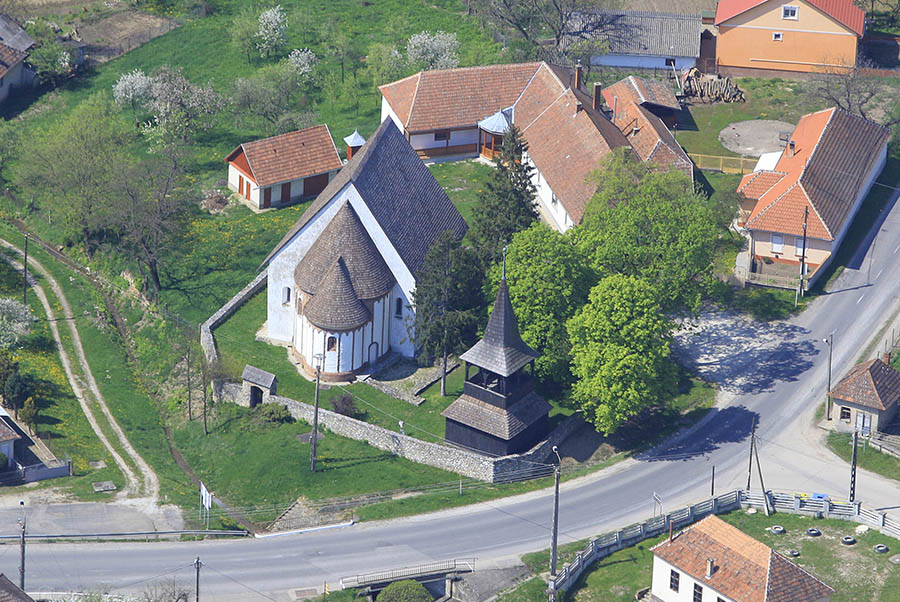
Szalonna, református templom légi felvételen

Közúton a 27-es főúton érhető el a legegyszerűbben, amelyből a település központjában ágazik ki kelet felé a 2613-as út. Utóbbin érhető el Szalonna üdülőterülete és Karolamajor is, illetve ebből az útból ágazik ki, szalonnai területen a Martonyira vezető 26 123-as számú mellékút.
Vasúton a települést a Bódva völgyében futó 94-es számú Sajóecseg–Hídvégardó-vasútvonalon érhetjük el, Szalonna megállóhely a központtól nyugatra található. Utóbbi számára a közúti kapcsolatokat a 27-es útból, annak 31+900-as kilométerszelvényénél kiágazó 26 312-es számú mellékút biztosítja.

## Nevének eredete
A falu neve vagy személynévből származik, vagy a szláv (lengyel?) slana (= sós) szóból, közelében ugyanis enyhén sós vizű forrás található. Először 1249-ben Zolouna alakban írva említik egy oklevélben; később a Zolona és a Zelenna alakok is előfordulnak. Anonymus szerint a honfoglalás előtt ezen a vidéken szlávok éltek, akiket a bolgár kagán telepített ide.

## Története
Már az őskorban lakott hely volt. A magyarság valószínűleg már a honfoglaláskor megtelepedett itt. Anonymus szerint „… Árpád vezér és nemesei innen felkerekedve a Nyárád vizéig vonultak s tábort ütöttek a patakok mellett attól a helytől kezdve, melyet most Kácsnak mondanak. Árpád itt nagy földet adott Ócsádnak, Örsúr apjának. Örsúr, a fiú aztán ott, annak a folyónak forrásánál várat épített, amelyet most Örsúr várának hívnak.”
Az Örsúr névben szereplő -úr tag abban az időben nemzetségfőt jelentett. A nemzetség birtokai eredetileg a Sajó és az Eger-patak között terültek el. A nemzetség már a 12. században legalább két ágra vált szét, majd a 13–14. században tovább tagolódott, és egyik ágának szálláshelye Szalonna lett. Szalonnainak nevezték magukat, és innen irányították birtokaikat.
1249-ben a nemzetség itteni ága egyes birtokait eladta Tekus ispánnak és testvéreinek. Az új birtokos család itt építette fel rezidenciáját. Előbb-utóbb ők is Szalonnainak nevezték magukat, és innen irányították vármegyényi birtokaikat. Az 1270-es – 1280-as években már az egész falu birtokosa Tekus fia István mester lett, aki ezekben az években egyre magasabb rangokat kapott, és 1284-ben nádor lett. 1312-ben Tekus ispán János nevű unokája a falu Szendrő felé eső részét elzálogosította Tekus másik unokájának, Lórándnak. Szalonnai Lóránd és öccse, István 1340-ben megosztották a család birtokait Tornán élő unokaöccsükkel: a tornai ágé lett a tornai vár és vele 17 falu, a szalonnai ágé Szalonna és még 14 falu. Lóránd fiának, Szalonnai Istvánnak és családjának már 18 falva volt; birtokaik közt szerepelt Somoskő romos vára és a martonyi kolostor is. Szalonnai kúriájukat pártázatos védőfallal vették körül. István 1402-ben meghalt; ezután a család helyzete gyorsan lehanyatlott. Amikor 1406-ban Tekus ispán utódainak tornai ága kihalt, leszármazottainak ezen a környéken élő családjai (Jósvafői, Szini, Szalonnai családok) szerették volna örökölni javaikat, de Zsigmond király valamennyiük igényét elutasította.
Az Ákos nembéli Bebek család csetneki ága, a későbbi Csetneki család a 15. század második felében anyai örökség címén kapta meg a falu egy részét, és 1474-ben ércbányászati jogot nyert Mátyás királytól Szalonna környékére (a martonyi vasérclelőhely művelésére). A helység ezek után a középkorban a vasművesség egyik központja lett.
A törökdúlás véget vetett a falu virágzásának. 1562-ben a helységet felégették Zangzacchus füleki bég lovasai: a lakosság egy részét elhurcolták, de a község nem teljesen néptelenedett el. A falu 50 forint adót fizetett a töröknek. 1566-ban a szendrői vár eltartására kijelölt falvak közé sorolták, később a szendrői uradalom része lett. 1659-ben az uradalmat Wesselényi Ferenc nádor kapta meg, de a falu ezután is több iratban a szendrői vár tartozékaként szerepel.
A 16. században Perényi Péter és fia, Perényi Gábor, valamint Bebek György birtokain gyorsan terjedt a protestantizmus; ezek a főurak falvaikban kálvinista lelkészeket alkalmaztak. Szalonnán a protestáns gyülekezet 1589-ben alakult meg.

## Közélete

### Polgármesterei
- 1990–1994: Dr. Senánszky Miklós (független)[6]
- 1994–1996: Dr. Senánszky Miklós (független)[7]
- 1997–1998: Hankó Gyula (független)[8]
- 1998–2002: Hankó Gyula (független)[9]
- 2002–2006: Balogh Tibor (független)[10]
- 2006–2010: Hankó Gyula (független)[11]
- 2010–2010: Hankó Gyula Attila (független)[12]
- 2010–2014: Balogh Zsolt (független)[13][14]
- 2014–2019: Balogh Zsolt (független)[15]
- 2019–2024: Balogh Zsolt (független)[16]
- 2024– : Balogh Zsolt (független)[1]

1997. március 16-án időközi választást tartottak Szalonnán Seszánszky Miklós polgármester 1996. decemberi halála miatt. 2010. december 19-én ismét időközi polgármester-választást kellett tartani, mert az alig két és fél hónappal korábban, a 2010. október 3-ai rendes önkormányzati választáson második ciklusára megválasztott polgármester a választás után egy héttel elhunyt.

## Népesség
A település népességének változása:
| Lakosok száma | 1116 | 1148 | 1163 | 998  | 938  | 993  | 971  |
|               | 2013 | 2014 | 2015 | 2021 | 2022 | 2023 | 2024 |

2001-ben a település lakosságának 82%-a magyar, 18%-a cigány nemzetiségűnek vallotta magát.
A 2011-es népszámlálás során a lakosok 84%-a magyarnak, 18,8% cigánynak, 0,8% lengyelnek, 0,2% németnek, 1,4% románnak, 0,4% ruszinnak, 0,6% szlováknak mondta magát (16% nem nyilatkozott; a kettős identitások miatt a végösszeg nagyobb lehet 100%-nál). A vallási megoszlás a következő volt: római katolikus 51,8%, református 18,1%, görögkatolikus 7,9%, evangélikus 0,2%, felekezeten kívüli 4,3% (17,3% nem válaszolt).
2022-ben a lakosság 94,5%-a vallotta magát magyarnak, 35,1% cigánynak, 0,6% szlováknak, 0,4% németnek, 1,2% egyéb, nem hazai nemzetiségűnek (5,4% nem nyilatkozott; a kettős identitások miatt a végösszeg nagyobb lehet 100%-nál). Vallásuk szerint 53,6% volt római katolikus, 14,8% református, 4,6% görög katolikus, 0,1% egyéb keresztény, 0,1% evangélikus, 0,1% izraelita, 3,2% felekezeten kívüli (22,8% nem válaszolt).

## Látnivalók
Szalonna legnevezetesebb látnivalója a falu központjában álló kisebb dombra eredetileg katolikusok által épített, ma református templom, amely két korszakban épült. A régebbi, 11. századi rész a rotunda. Ezt a körtemplomot bővítették továbbra is román stílusban a 13. században nyugat felé a nagyobb, szabálytalan négyszög alakú hajóval. 1383-ban a hajót a birtokos Lóránd fia István gótikus boltozattal fedte be, az azonban a török pusztítás idején megsemmisült. A rotunda belső falán értékes freskótöredékek maradtak fenn. A templom egykori védőszentje (amint ezt egy 1332-ben kelt irat említi) Antiochiai Szent Margit volt, a 13. századi falfestmények részben az ő életét mutatják be. Későbbről, a 15. század elejéről való a diadalívben található falfestmény, mely a Szepességből elszármazott András mester műve, és kör alakú mezőkben a próféták mellképeit ábrázolja, az ívzáradékban a hagyományoknak megfelelően Isten Bárányával. A templom körítőfala 18. századi, korábbi töredékek felhasználásával.
A templomot 1598-ban vették birtokba a reformátusok. 1765-ben megépült a fa harangláb. Az északi oldalon a 14. századi sekrestye és osszárium alapfalai jól láthatók. A templomtól északra állt a birtokos család ma már nem látható, megerősített udvarháza.
A falu másik látnivalója a 19. században épült Bónis-Gedeon kastély. A lepusztult épület jelenleg általános iskola.
1995-ben a településen található Szár-hegyi-víznyelőbarlangot az Aggteleki-karszt és a Szlovák-karszt többi barlangjával együtt az UNESCO a világörökség részévé nyilvánította.

## Híres emberek
1958-tól itt élt és tanított Kalász László költő. Itt is hunyt el 1999-ben. Hamvai szülőfalujában, a perkupai temetőben nyugszanak.